# St. Martin (Meßkirch)

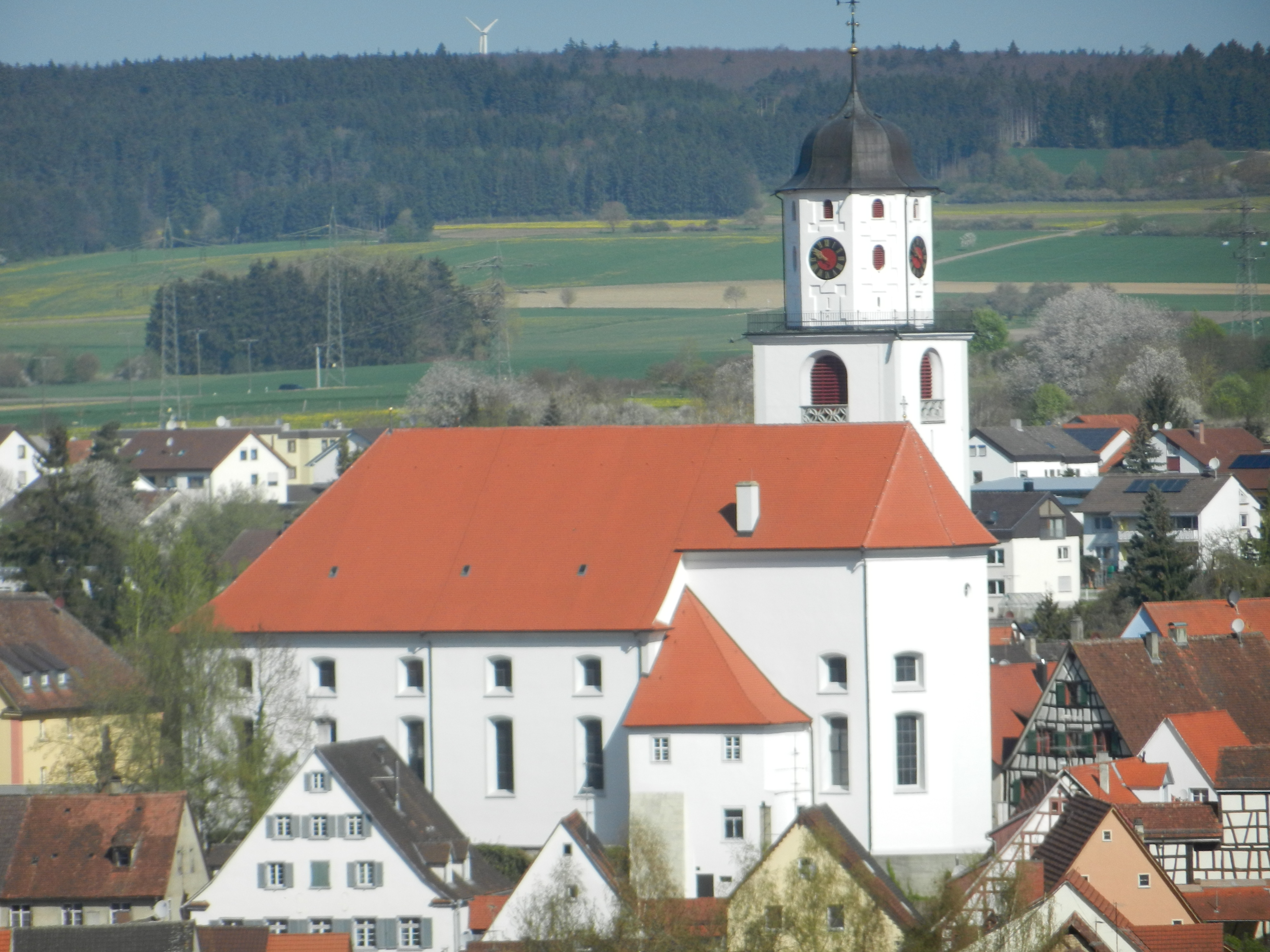
Südansicht

Die Stadtpfarrkirche St. Martin ist die katholische Kirche in Meßkirch im Landkreis Sigmaringen in Baden-Württemberg.

## Geschichte

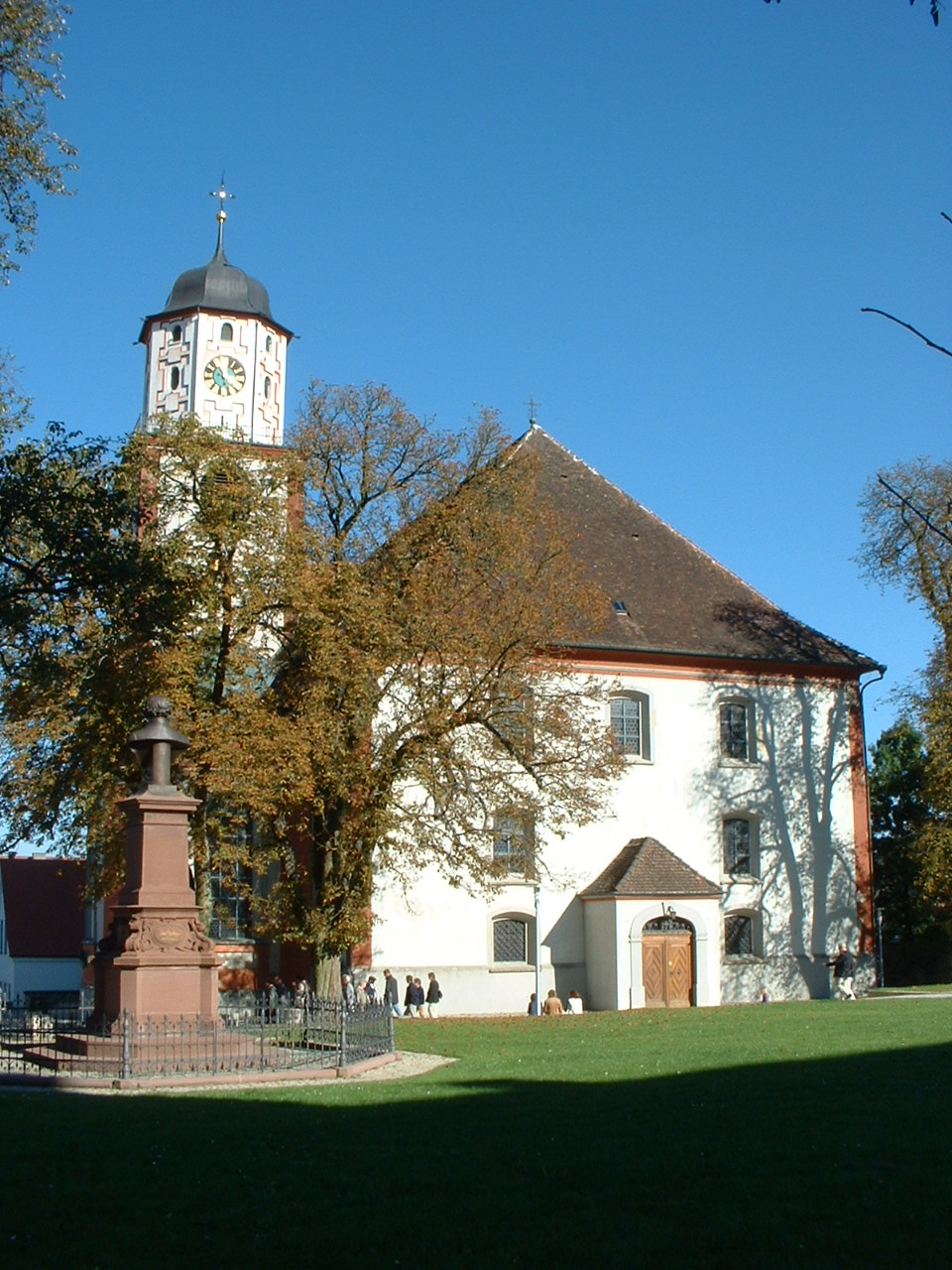
Die Stadtkirche St. Martin. Davor das Denkmal zu Ehren Conradin Kreutzers

St. Martin war ursprünglich eine gotische Hallenkirche als fränkische Gründung um 750. Sie wurde 1526 als spätgotische Säulenbasilika von Lorenz Reder unter Gottfried Werner von Zimmern neu erbaut. Zwischen 1769 und 1773 wurde sie im Stil des Rokoko umgestaltet und mit Malereien von Andreas Meinrad von Ow und Stuck von Johann Jakob Schwarzmann aus Schnifis ausgestattet.
Die Kirche wurde um 2009/2010 durch das Erzbischöfliche Ordinariat in Freiburg saniert. Eine weitere Renovierung fand von 2019 bis 2022 statt. Die Kosten hierfür werden auf 2,7 Mio. Euro geschätzt. Ein Orgelneubau erfolgt bis 2025 durch die schweizerische Firma Kuhn in Männedorf.
Die barockisierte St.-Johannes-Nepomuk-Kapelle (Nepomukkapelle) wurde 1732–1739 als Anbau an die gotische Kirche unter dem Patronatsherrn Fürst Froben Ferdinand von Fürstenberg-Meßkirch und nach Plänen von Johann Caspar Bagnato von dem Baumeister und Stukkateur Johann Georg Brix erbaut und von den Münchner Gebrüdern Asam (Cosmas Damian und Egid Quirin Asam) rund um die Reliquien des heiligen Nepomuk ausgestattet. Im Juni 2010 wurde bekannt, dass der Dachstuhl der Nepomukkapelle komplett vom Hausschwamm durchsetzt ist, so dass die Dachhaube abgenommen und durch eine neue ersetzt werden muss. Die Kapelle befindet sich im Besitz der Fürstlich Fürstenbergischen Verwaltung.

## Ausstattung

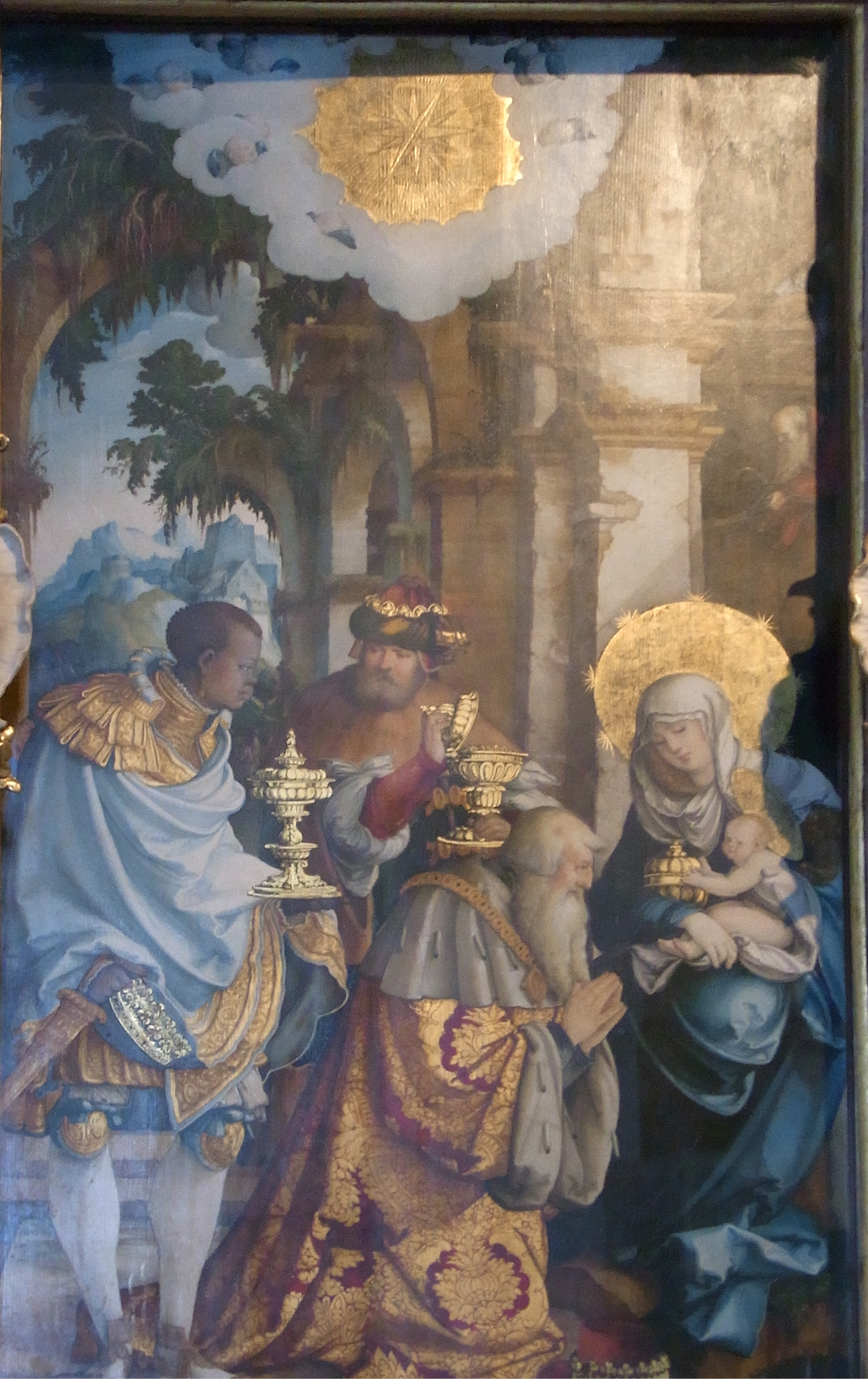
Dreikönigsbild des Meisters von Meßkirch

Der herausragende sakrale Spätrokokoraum macht die Stadtpfarrkirche St. Martin zur letzten Spätrokokokirche Oberschwabens. Zur Ausstattung gehört das bedeutende Dreikönigsbild des Meisters von Meßkirch (um 1535), Teil eines um 1538 gestifteten Altars. Grabdenkmäler der Grafen von Zimmern und der Fürsten von Fürstenberg sind künstlerisch hochwertige Beispiele der deutschen Grabmalkunst von den Renaissance-Bronzegussepitaphen der Grafen von Zimmern des 16. Jahrhunderts bis zum Stuckepitaph des 18. Jahrhunderts (Fürstenberg-Epitaph von Johann Joseph Christian, 1775–1776).
Die Bronze-Arbeiten:
- Epitaph für Graf Gottfried Werner von Zimmern (1484–1554), eine Arbeit von Pankraz Labenwolf aus Nürnberg, datiert auf 1551.
- Epitaph für Graf Wilhelm von Zimmern (1549–1594), eine Arbeit von Wolfgang Neidhardt d. Ä. aus Ulm, datiert auf 1599.
- Epitaph für Jacob Truchseß von Waldburg (1546–1589). Inschrift: „Anno domini 1589 uff den Hailigen Pfingstabend / starb der Wo(h)lgebor(e)n(e) Herr Jacob des Hailigen Römisch/en Reichs Erbtruchsäß Freyherr zu Waldtpurg Herr zuo / Wolffegg Waldtsee Zeill und Morstetten (der) Rhö(mischen) Kay(serlichen) May(estät) / Rath etc. dessen Eingewayd(e) al(l)da zu Mößkirch begraben und / der Leib hernach gehn Wolffegg gefüert und daselbst in i(h)rer / der Erbtruchsässen Begr(a)ebnus herzlich begraben word/en dem Gott gn(a)edig und barmherzig sein welle, Amen. / Gräuin zu Zimbern etc.“ Gießervermerk: „AVS DEM FEV(E)R BIN ICH GEFLOS(S)EN . JONAS GESVS ZV CO(N)STANTZ HATT MICH (GE)GOSSEN“. Zwei Wappenschilde für Jacob Truchseß von Waldburg und seine Frau, Johanna Gräfin von Zimmern (1548–1613).

Das große Deckengemälde, das der Maler Andreas Meinrad von Ow 1773 malte, zeigt die Apotheose des hl. Martin (und u. a. den heiligen Heimrad von Meßkirch).
Am Chorscheitelbogen befindet sich ein großes Wappen für die Fürsten von Fürstenberg, Stammwappen Fürstenberg, belegt mit einem aus Werdenberg und Heiligenberg gevierten Herzschild. Dieses Wappen wurde im Zuge der Umgestaltung der Kirche im Stil des Rokoko angebracht.